# 98 Ianthe
98 Ianthe este un asteroid din centura principală, descoperit pe 18 aprilie 1868, de Christian Peters.